# Bantuk

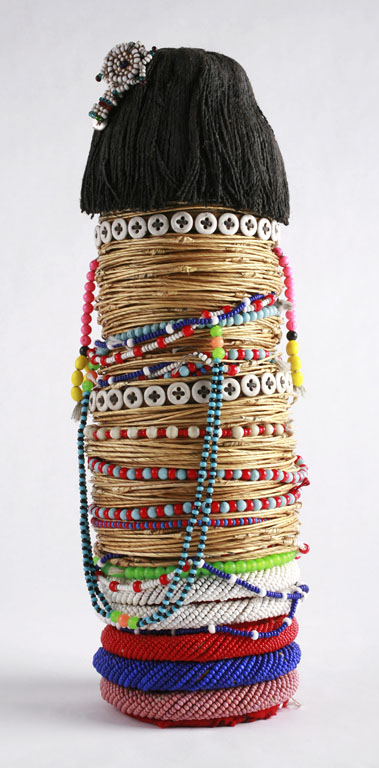
A bantu gyöngyös baba állandó kiállítási tárgya az indianapolisi Gyermekmúzeumnak.

A bantuk vagy bantu népek számos afrikai népcsoport összessége. A bantu népek közé több mint 400 népcsoport tartozik a Szubszaharai Afrikában, Kameruntól Közép-Afrikán és Kelet-Afrikán keresztül Dél-Afrikáig. A bantu nép mindegyike valamely bantu nyelvet beszéli (a niger-kongói nyelvek egy alcsoportja), és kulturális hagyományaik is hasonlóak. Egyes szűkebb régiókon belül a különböző bantu nyelveket használók többé-kevésbé kölcsönösen megérthetik egymást, az egész bantu népességet tekintve azonban nyelvi szempontból éppen annyira változatos, mint az indo-európai nyelvek családja.

## Definíciója
A bantu és több hasonlóan hangzó, azonos eredetű szó jelentése sok bantu nyelven egyszerűen „nép”. A „bantu nyelvek” fogalmát a mai értelemben először Wilhelm Bleek használta 1862-ben megjelent A Comparative Grammar of South African Languages (Dél-afrikai nyelvek összehasonlító nyelvtana) című könyvében. Bleek alapozta meg azt az elméletet, hogy nagyszámú közép-, dél-, kelet- és nyugat-afrikai nyelv olyan sok közös jeggyel bír, hogy ez csak egy nyelvcsaládhoz tartozásukkal magyarázható. Az összehasonlító nyelvészet módszereit használva e Bleek-et követő kutatás megerősítette az elméletet.

## Eredetük

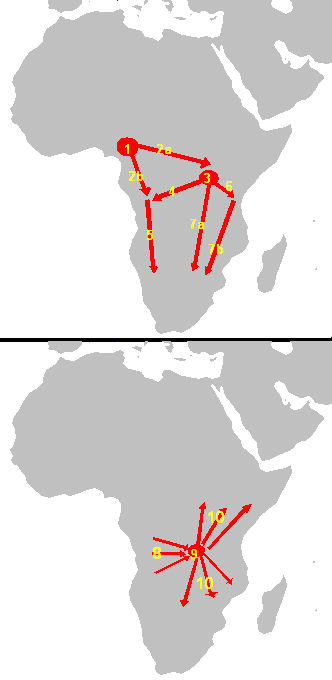
1. = Kr. e. 3000 – Kr. e. 1500 – közös eredet
2 = kb. Kr. e. 1500 – első vándrolások
2.a = keleti bantuk, 2.b = nyugati bantuk
3. = Kr. e. 1000 -Kr. e. 500 – a keleti bantuk Urewe kultúrája
4. – 7. déli vándorlás
9. = Kr. e. 500 – 0 Kongói kultúra
10. = 0 – 1000 – az utolsó szakasz

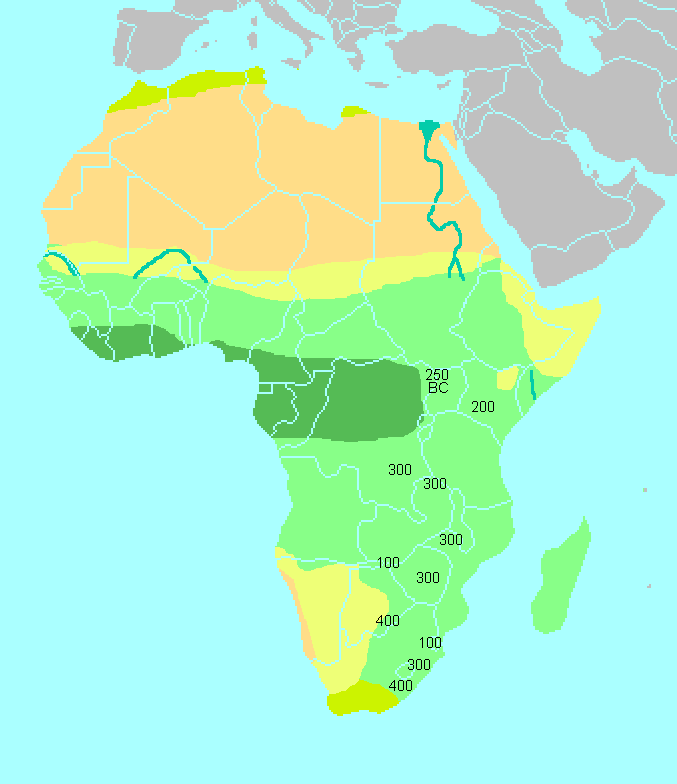
Korai vaskori leletek Kelet- és Dél-Afrikában.

A ma elfogadott elméletek szerint a bantu őshaza valahol a mai Nigéria és Kamerun délnyugati határa körül lehetett 5000 évvel ezelőtt, és a bantu a niger-kongói nyelvcsalád egyik ága.
Az 1960-as években erről nagy viták folytak. Joseph Greenberg, összehasonlításokat végezve nem-bantu nyelvekkel, arra jutott, hogy a rekonstruálható proto-bantu nyelv sok hasonlóságot mutat a Nigéria délkeleti részében beszélt nyelvekkel. Ezt azzal magyarázta, hogy évszázadok alatt a proto-bantu kelet és dél felé terjedt és itt másodlagos központokból rajzott tovább.
Malcolm Guthrie ezzel szemben, a bantu nyelvek közti összehasonlításokra építve, úgy vélte, egyetlen közép-afrikai kirajzási pont létezett, amelyből a nyelv minden irányban nagyjából egyenletesen szétterjedt. A földművelés és az állattenyésztés jövevényszavainak vizsgálata a szélesebb niger-kongói nyelvcsalád nyelveiben azonban ezt az utóbbi elméletet kizárta. Az 1990-es években Jan Vansina állt elő egy áthidaló jellegű elmélettel, amely szerint léteztek másodlagos és harmadlagos központok.
A földművelő és állattenyésztő népek terjeszkedése előtt – amelyekhez a bantuk is tartoztak – az Egyenlítőtől délre eső Afrikát vadászó és gyűjtögető népek lakták. Ezek közt egyesek a mai közép-afrikai erdei népek (a pigmeusok) ősei voltak, akik ma már bantu nyelveket beszélnek. Mások az ős-kojszan nyelvet beszélték, akiknek kisszámú mai vadászó-gyűjtögető, nyelvüket megőrző leszármazottja a Kalahári sivatag körüli száraz területeket lakja. A koikoik (hottentották) és a szanok (busmanok) leszármazottai közül sokan színes identitást vallanak a mai Dél-Afrikában és Namíbiában és afrikaans vagy angol nyelven beszélnek.

## Kultúra
Ősi eposzok, hősköltemények:
- Mba
- Mwindo
- Ének Liongóról